# Xarleston (instrument musical)

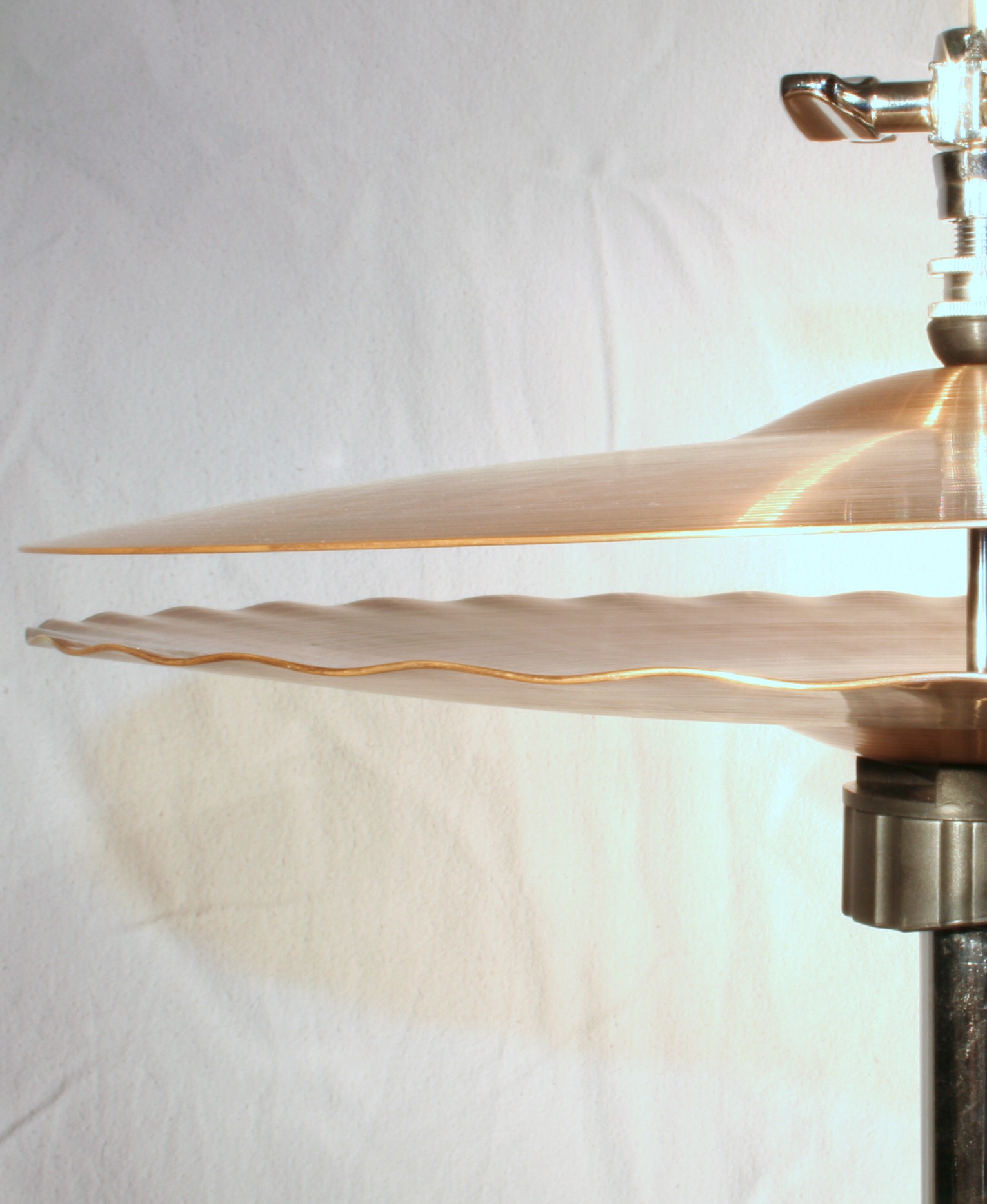
Xarleston o Hi-hat amb els plats separats

El xarleston és un instrument musical de percussió, idiòfon, que forma part de la bateria. Habitualment se l'anomena xarles, i en anglès se l'anomena hi-hat.
Consisteix en dos plats metàl·lics muntats sobre un suport també metàl·lic, amb un mecanisme de pedal ideat perquè els plats puguin ajuntar-se o separar-se en qualsevol moment a una distància predeterminada. Es toca percutint el plat superior amb baquetes o escombretes, i pot emprant-se el pedal per a tancar-lo de cop. La combinació de la percussió del plat i la modulació amb el pedal permet una gran diversitat de ritmes. Les diferents formes de fer-lo sonar també produeixen timbres diversos, des d'un so percussiu curt a un to sostingut similar a un plat de ritme.
L'hi-hat consisteix en dos platerets, muntats sobre un trípode. Un pedal a la base d'aquest acciona un mecanisme que els fa xocar. Un cargol prim travessa, a través d'un tub buit, tots dos platerets, connectant-se amb un pedal. El platet superior està connectat amb el cargol per mitjà d'un ressort, mentre que el platet inferior roman fix, descansant sobre el tub buit. Les altures del platet superior i la del platet inferior poden ajustar, el que permet modificar l'altura i el grau d'obertura. També hi ha un altre tipus de suport de xarles que funciona per pressió. El tub s'elimina per donar pas a un cable flexible farcit d'aire, que permet col·locar el pedal i el hi-hat en llocs diferents. Normalment el hi-hat s'acobla a un rack. Això és molt útil per als bateristes que fan servir diversos charles, ja que permet posar un a la mà dreta, i sent gairebé tots els bateries internacionals destres, va molt bé per no creuar constantment. Quan es pressiona el pedal, el platet superior xoca contra l'inferior, (hi-hat tancat). Quan s'allibera, el platet superior torna a la seva posició original, sobre el platet inferior (hi-hat obert). Una unitat de tensió controla la quantitat de pressió requerida per fer baixar el platet superior, així com la velocitat amb què aquest torna a la seva posició oberta. D'aquesta manera es creen dos tipus de cop amb el peu de hi hat: el cop obert i el cop tancat. El cop obert consisteix a fer xocar dos plats i automàticament deixar-los en la seva posició inicial, de manera que els platerets segueixin vibrant i el so sigui llarg. El cop tancat o 'chick' que és no és sinó tancar el charles. Els platerets del hi-hat solen ser dos plats de 14 polzades, sent l'inferior (bottom) més pesat que el superior (top) per suportar l'efecte de l'hi hat. Alguns bateristas usen el hi hat solt a una certa altura, com per poder usar el doble bombo o doble pedal. La marca de plats Sabian va treure al mercat un triple hi-hat, dissenyat per Peter Kuppers. El triple hi-hat consisteix en el fet que en ser pressionat el pedal, el plat de sota puja, i el de dalt baixa, colpejant els dos al plat que queda al mig.